# Ludwig Krafft

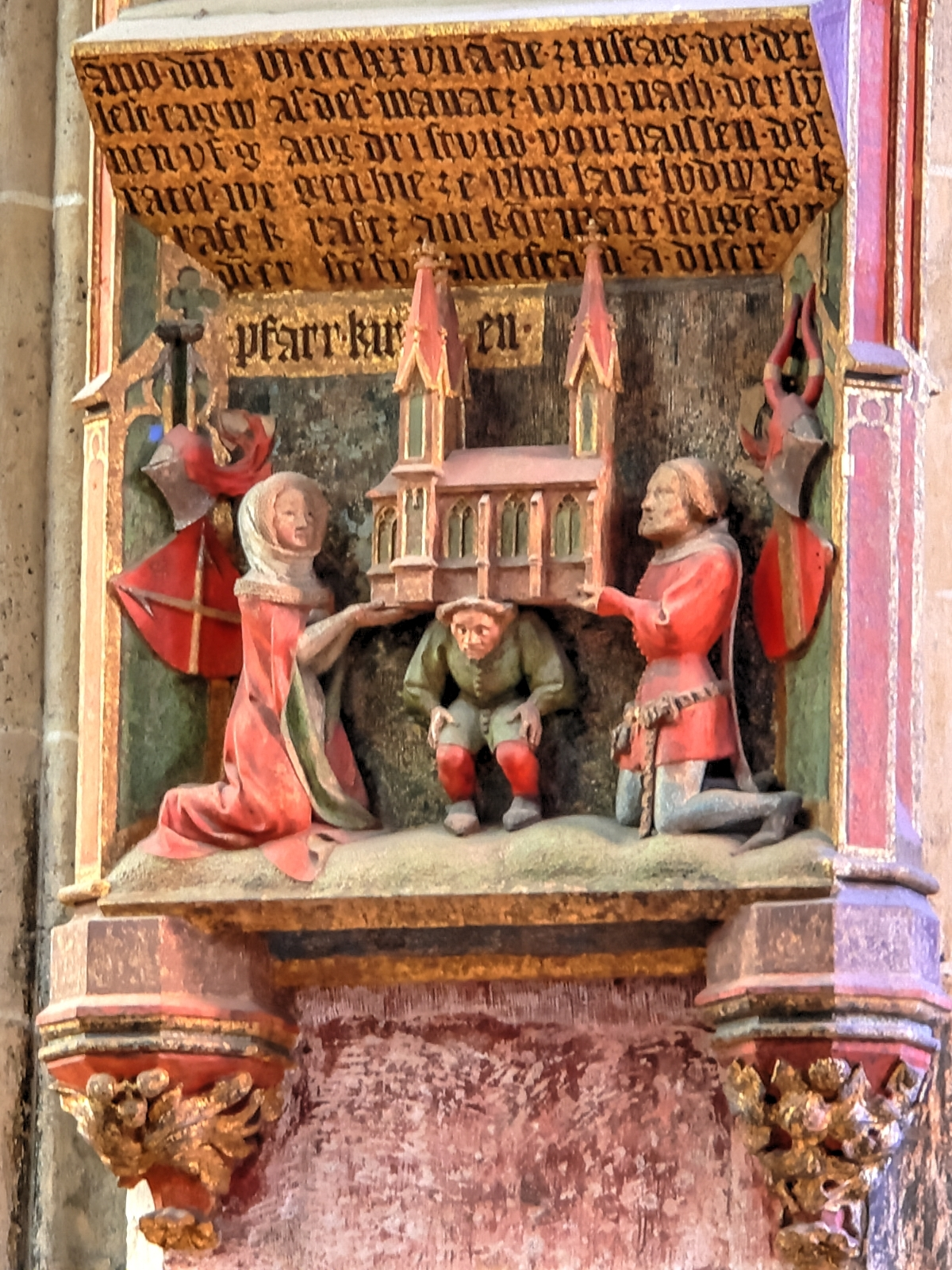
Gründungsrelief im Ulmer Münster. Die Inschrift nennt Ludwig Krafft „des seligen Kraffts am Kornmarkt Sohn“. Die fast vollplastische Darstellung zeigt Krafft und seine Frau, die dem Baumeister Heinrich II. Parler das Münster auflegen.

Ludwig (Lutz) Krafft von Balzheim (* um 1330; † 1397) war ab 1372 Bürgermeister von Ulm und legte in dieser Funktion im Jahr 1377 den Grundstein für das Ulmer Münster.

## Leben
Seine Eltern waren Krafft am Kornmarkt (* um 1310; † 22. Dezember 1367) und Adelheid von Hörningen. Ludwig hatte einen jüngeren Bruder Heinrich Krafft mit Ehefrau Adelheid von Sulmetingen geb. Nieß und Nachkommen zu Gamerschwang.
Ludwig und Heinrich waren Urenkel des Dominus Krafft.
Ab 1372 war er Bürgermeister in Ulm und Ratsherr.
1372 kaufte er von den Freyberg die Herrschaft Balzheim, später Eigentum der Familie seiner Frau (Ehinger).
1376 erwarb er Sinningen von Ulrich von Freyberg.
1376 gründete er den Schwäbischen Städtebund.
Die Städtekriege gegen den Grafen von Württemberg und die, wenn auch erfolglose Belagerung Karls IV. 1376 veranlassten Ulm, die uralte Pfarrkirche ennots feld (d. h. vor den Mauern), aufzugeben. Am 30. Juni 1377 legte Altbürgermeister Lutz Krafft „auf haissen des rats“ den Grundstein für das Ulmer Münster.
1386 verkauften er und sein Vetter Otto Krafft gen. der Kurze der Frauengemeinschaft Ulmer Sammlung, die dem Münsterbau weichen musste, das Anwesen in der Frauengasse (Frauenstraße 22/24).
Er und seine Frau bezogen das herrschaftliche Wohnhaus Reichenauer Hof (heute Grüner Hof 2), von dem noch der Minnesängersaal (fälschlicherweise auch Meistersingersaal genannt) erhalten ist.

## Ehe und Nachkommen
Er heiratete in erster Ehe Elisabeth Ehinger (* um 1335; † 5. Dezember 1389), die Tochter von Heinrich Ehinger und Mechthild. Seine zweite Ehefrau wurde um 1390 Osanna von Emerkingen, vermutlich Tochter Heinrichs. Ludwigs Nachkommen waren:
- (aus I. Ehe) Heinrich Krafft († 1390)
- Ludwig (Lutz) Krafft († 1394)
- Peter Krafft (1404/09)
- Jos Krafft († 1433)
- Hans Krafft († 1414)
- Mang Krafft († 1421), Bürgermeister in Ulm
- (aus II. Ehe) Egidius (Gilg) Krafft (* um 1375 – 9. August 1437) ⚭ Ursula Hutter (* um 1381 – 3. Mai 1424)
  - Magnus Krafft (* um 1415 – 23. August 1477) ⚭ Ursula Besserer (* 1412 – 1484)
- Heinrich Krafft († 1461), Bürgermeister
- Lutz Krafft († 1443)

## Weiterführende Angaben